# Lentithecium arundinaceum
Lentithecium arundinaceum är en svampart som först beskrevs av James Sowerby, och fick sitt nu gällande namn av K.D. Hyde, J. Fourn. & Yin. Zhang 2009. Lentithecium arundinaceum ingår i släktet Lentithecium, ordningen Pleosporales, klassen Dothideomycetes, divisionen sporsäcksvampar och riket svampar.   Inga underarter finns listade i Catalogue of Life.
I den svenska databasen Dyntaxa används istället namnet Massarina arundinacea för samma taxon.  Arten är reproducerande i Sverige.